# Pièce de 5 francs Hercule (1996)
Pour les articles homonymes, voir 5 francs.
La Cinq francs Hercule est une pièce de monnaie commémorative de cinq francs français émise en 1996 à l'occasion du bicentenaire de la mise en circulation des premières monnaies métalliques libellées en francs.
Cette monnaie commémorative reprend presque trait pour trait divers éléments de la pièce originale créée en 1795 par le graveur général des monnaies Augustin Dupré, la Cinq francs Union et Force émise en l'an IV (1795-1796) ainsi que celle de 5 francs en argent de la Deuxième République datant de 1848.
Le dessin de l'avers est celui de la pièce de 1796 et montre Hercule au centre amenant la Liberté, à gauche tenant une pique surmontée d'un bonnet phrygien, à donner la main à l'Égalité, à droite tenant une balance triangulaire. En dessous, la signature « Dupré » en lettres cursives avec un point de part et d'autre. Les autres éléments sont ceux de la pièce de 1848 avec un petit rameau de laurier à gauche et « LIBERTÉ ÉGALITÉ FRATERNITÉ » qui remplacent « UNION ET FORCE », le point, l'étoile et les différents présents sur celle de 1796.
Le dessin du revers est presque identique à celui des deux autres pièces et représente deux branches entrelacées, d'olivier à gauche et de chêne à droite. Les autres éléments sont plus proches de la monnaie de 1848 : «  RÉPUBLIQUE FRANÇAISE » avec un accent sur le « E » mais dans une police de caractères plus grasse et l'étoile qui est plus grande. Le « 5 » de la valeur faciale utilise une autre police de caractère et la lettre « A » de l'atelier de frappe disparaît.
Ce type à l'Hercule, créé en francs sous la Première République (5 francs), a été repris sous la Deuxième (5 francs), la Troisième (5 francs) et la Cinquième (10 francs, 50 francs puis cette 5 francs commémorative en 1996) ; il a été adapté par Joaquin Jimenez pour les euros (10 euros en 2012) avec l'Hercule modernisé.
Dérivée de la pièce de type Semeuse, cette monnaie commémorative utilise les mêmes flans avec une âme en cupronickel (cuivre 750, nickel 250) et un plaquage en nickel pur et présente les mêmes caractéristiques physiques avec un diamètre de 29 mm et une épaisseur de 2 mm pour une masse de 10 grammes avec une tolérance de +/- 30 millièmes. La tranche est pareillement striée, à la différence de la pièce de 1796.

## Frappes
| Millésime | Numéro catalogue | Tirage    | Remarques |
| --------- | ---------------- | --------- | --------- |
| 1996      | F.346/1          | 1850      | essai     |
| 1996      | F.346/2          | 4 978 743 |           |

Selon le Journal officiel, il devait être fabriqué au total 4 976 000 de pièces du type Hercule de Dupré.

## Sources
- Arrêté du 26 septembre 1994 relatif à la frappe et à la mise en circulation des pièces commémoratives de 5 F en métal commun, JORF no 121 du 25 mai 1996, p. 7810, sur Légifrance.
- Compagnie Générale de Bourse.